# Regine Schulz (Ägyptologin)
Regine Schulz (* 26. Dezember 1953 in Berlin) ist eine deutsche Ägyptologin.

## Leben
Regine Schulz studierte seit 1974 Ägyptologie, Vorderasiatische Archäologie, Kunstgeschichte und Publizistik an der FU Berlin (Magister 1978) und seit 1979 an der Universität München (Promotion 1985). Von 1985 bis 1995 war sie Assistentin an der Universität München, wo sie 1992 bei Dietrich Wildung promoviert und 1995 auch habilitiert wurde. 2001 erfolgte ihre Ernennung zur außerplanmäßigen Professorin. 2001 ging sie als Kuratorin der Antikensammlung an das Walters Art Museum in Baltimore. Seit 2004 lehrte sie auch Ägyptologie an der Johns Hopkins University, zuletzt als Adjunct Professor.
Zum 1. Oktober 2011 wurde sie Wissenschaftliche Direktorin des  Roemer- und Pelizaeus-Museums in Hildesheim sowie Direktorin und Geschäftsführerin der Roemer- und Pelizaeus-Museum Hildesheim gGmbH und Service GmbH. Seit 2022 ist sie nur noch wissenschaftliche Direktorin des Museums. Anfang 2024 ging sie in den Ruhestand.
Regine Schulz war mit dem Ägyptologen Matthias Seidel (1948–2013) verheiratet.

## Schriften (Auswahl)
- Die Entwicklung und Bedeutung des kuboiden Statuentypus. Eine Untersuchung zu den sogenannten "Würfelhockern". Gerstenberg, Hildesheim 1992 (Dissertation).